# Зайн ал-Абідін IV
Зайн ал-Абідін IV (Зайнал-Абідін, Зайнул'Абідін) (араб. زَيْن ٱلْعَابِدِين‎; д/н — 1517) — султан Самудри-Пасаю в 1514—1517 роках.

## Життєпис
Син султана Махмуда. Про його молоді роки обмаль відомостей. Після смерті 1494 року султана Мухаммад Сіаха II долучився до боротьби за владу. 1514 року зумів повалити султана Ахмада V.
Стикнувся з політичним і економічним послабленням держави, оскільки значного впливу набули португальці, що з 1511 року володіли Малаккою. Значного удару завдали португальські пірати. З огляду на це 1516 року, не знаючи що той вже помер, відправив листа Афонсу де Албукеркі, губернатору Португальської Індії, де скаржився на дії каперів Мануеля Фалькао і Гаспара Магальянша (Магеллана).
Цей лист має важливе значення, олскільки в ньому міститься низка топонімів XV—XVI ст. Також сам султан називає себе Аль-Каїм тахта Амрі Раббіл-Аламін (Той, хто стоїть під наказом Володаря світу). що вказує на збереження самостійності та амбіції Зайн ал-Абідіна IV.
У 1517 році помер заневідомих обставин, можливобувповалений. Наступний правитель — Зайн ал-Абідін V — посів трон 1519 року.